# Anna Wasilewska (polityk)
Anna Wasilewska z domu Kasprzyk (ur. 10 stycznia 1958 w Ostrowcu Świętokrzyskim, zm. 6 kwietnia 2021 w Olsztynie) – polska pedagog, działaczka samorządowa i polityk, w latach 2007–2008 zastępczyni prezydenta Olsztyna, od 2010 do 2015 członek zarządu województwa warmińsko-mazurskiego IV i V kadencji, posłanka na Sejm VIII i IX kadencji.

## Życiorys
Ukończyła studia z zakresu technologii żywności na Akademii Rolniczo-Technicznej w Olsztynie. Ukończyła także studium z zakresu pedagogiki specjalnej w Instytucie Kształcenia Nauczycieli w Warszawie. Pracowała w PSS „Społem”, później przez ponad 20 lat w Specjalnym Ośrodku Szkolno-Wychowawczym w Olsztynie, pełniąc przez kilkanaście lat funkcję dyrektora tej placówki. Podjęła także pracę jako nauczyciel akademicki w Olsztyńskiej Szkole Wyższej im. Józefa Rusieckiego. Zaangażowała się w działalność społeczną w ramach Stowarzyszenia Sportowego „Olimpiady Specjalne – Polska”.
W 2007 została zastępcą prezydenta Olsztyna Czesława Małkowskiego. W 2008, po jego odwołaniu w wyniku referendum gminnego, powołano ją na pełnomocnika komisarza Tomasza Głażewskiego. W 2009 została dyrektorem departamentu sportu w warmińsko-mazurskim urzędzie marszałkowskim.
W wyborach w 2010 z ramienia Platformy Obywatelskiej została wybrana do sejmiku warmińsko-mazurskiego IV kadencji. Powołano ją następnie na stanowisko członka zarządu województwa. W 2014 bez powodzenia kandydowała na urząd prezydenta Olsztyna. Ponownie wybrano ją w tymże roku na radną województwa, pozostała także w nowo powołanym zarządzie województwa na dotychczasowym stanowisku.
W 2015 wystartowała w wyborach parlamentarnych, otrzymała 7660 głosów, zdobywając tym samym mandat poselski z listy PO w okręgu olsztyńskim. W wyborach w 2019 z powodzeniem ubiegała się o poselską reelekcję, otrzymując 10 982 głosy. Zmarła 6 kwietnia 2021 w trakcie kadencji. Pochowana na cmentarzu komunalnym w Olsztynie-Dywitach.